# Тимчасові управління
Тимчасові управління — перехідна форма управління в Західній Україні, що разом із селянськими комітетатами утворювала систему тимчасових органів влади, створених під час наступу Червоної армії у вересні 1939. Існували до утворення в західних областях УРСР традиційних радянських державних і партійних органів влади (грудень 1939) і складалися з таких ланок:
- воєводські (обласні) Т.у. в містах Львів, Станіслав (нині м. Івано-Франківськ), Тернопіль, Луцьк;
- Т.у. повітів і міст.

Керівництво Т.у. здійснювали партійні і радянські працівники, відряджені зі східних областей УРСР, політруки Українського фронту. Т.у. були покликані ліквідувати колишні політичні, економічні і культурні структури, які не вписувалися в тоталітарну систему СРСР, подолати опір його противників, налагодити роботу закладів торгівлі, охорони здоров'я, освіти, комунальних служб, підприємств промисловості та зв'язку, забезпечити постачання населення міст товарами першої необхідності, розв'язати проблему безробіття тощо. Виконували також певні судові функції, вирішували майнові й трудові конфлікти, оскільки колишні органи юстиції були ліквідовані, а нові не створені. Одним із найважливіших завдань Т.у. була підготовка до скликання Народних зборів Західної України.